# Tang Zhongzong
Tang Zhongzong (zijn persoonlijke naam was Li Xian) (26 november 656 – 3 juli 710) was een keizer van de Chinese Tang-dynastie. Hij regeerde gedurende twee periodes, zes weken in 684 en nogmaals van 705 tot 710. 
Li Xians moeder Wu Zetian (624-705) domineerde het hof ten tijde van het overlijden van haar echtgenoot Gaozong (628-683). Zij zette Li Xian in 684 op de troon onder de naam Zhongzong. De nieuwe keizer stond zelf sterk onder invloed van zijn eigen vrouw, keizerin Wei, en benoemde haar familieleden in belangrijke posities. Daarop beschuldigde Wu Zetian haar zoon van hoogverraad en verving hem na zes weken door zijn jongere broer Ruizong (662-716). Ruizong regeerde in naam zes jaar totdat Wu Zetian ook hem afzette. Wu Zetian proclameerde in 690 een nieuwe dynastie, de Wu Zhou-dynastie, en ging zelf als enige officiële keizerin in de geschiedenis van China regeren. 
In 705 werd Wu Zetian op haar beurt afgezet door leden van de keizerlijke familie aan de mannelijke kant en werd de Tang-dynastie hersteld. Na eenentwintig jaar ballingschap en huisarrest kwam Zhongzong voor de tweede maal op de troon. Hij stond nog steeds onder sterke invloed van zijn vrouw Wei, die de touwtjes stevig in handen hield. 
Zhongzong overleed in 710. Hij zou vergiftigd zijn door Wei, die haar vijftienjarige zoon Chong Mao op de troon wilde zetten. Een factie onder leiding van prinses Taiping, een dochter van Wu Zetian, pleegde echter een coup en zette Ruizong voor de tweede maal op de troon. Deze deed in 712 afstand van de troon ten gunste van zijn begaafde zoon Xuanzong (685-762). Diens lange regering geldt als een van de bloeiperiodes van de Tang-dynastie. Een opmerkelijk tijdperk waarin sterke vrouwen de touwtjes in handen hadden aan het hof kwam daarmee ook ten einde. 